# Кардо-Лента
Ка́рдо-Ле́нта — посёлок в городском округе Мытищи Московской области России.
Назван по местной фабрике, производящей кардоленту. 1994—2006 гг. — посёлок Коргашинского сельского округа Мытищинского района.

## Население
| 2002 | 2010 |
| ---- | ---- |
| 13   | ↘5   |

## География
Расположен на севере Московской области, в восточной части Мытищинского района, примерно в 6,5 км к северу от центра города Мытищи и 9 км от Московской кольцевой автодороги. Восточнее посёлка находится Акуловский водоканал, севернее — протекает река Клязьма.
В посёлке 6 улиц — Полигон, Природы 1-я, Природы 2-я, Природы 3-я, Садовая и Солнечная, приписано садоводческое товарищество. Ближайшие населённые пункты — деревни Высоково, Коргашино и Свиноедово.